# マシナリウム
『マシナリウム』（英: Machinarium）は、チェコのインディーゲームスタジオAmanita Designによって開発されたポイント・アンド・クリック型アドベンチャーゲーム。日本語版はPLAYISMがローカライズを行っている。

## ゲームプレイ
マシナリウムの目的は、パズルやクイズなどを解くことにある。パズルは、従来のいわゆる「ポイント・アンド・クリック」系アドベンチャー・ストーリーに見られるオーバーワールドによってリンクされ、プレイヤーは手の届く範囲オブジェクトのみをクリックできる。
マシナリウムには台詞が一切存在しない。その代わりにアニメの吹き出しが使われており、独特の世界観が形成されている。イースターエッグとして収録されているバッグストーリーでは一部の場面でのみ吹き出しが使用されている。
2つのヒントシステムがあり、レベルが上がるごとに1回ヒントを見られるが、段々と曖昧な内容になっていくものと、ミニゲームをクリアすることでいつでも閲覧できる手引書がついている。台詞と同様、攻略の手引きには文字も言葉もなく、その時のパズルとその解決法が、スケッチを通じて説明されている。

## プロット
高い塔の頂上から街を見下ろすところから物語は始まる。ジョセフと呼ばれるロボットはスクラップとして捨てられるが、自分を直して動き出す。街に行くと塔を爆破しようとする3人の犯罪者、Black Cap Brotherhoodを目撃するが、ジョセフは発見され捕まってしまう。監禁場所から逃れて市民を助け始めると悪戯を働いているBrotherhoodを発見、彼らの部屋を水浸しにさせ（無力化させたまま）料理をさせられている自分のガールフレンドのベルタを探す。彼女はまだ助け出せないため塔を昇っていく。塔に仕掛けられた爆弾を解除、最上階に到達するとそこで今までの経緯が判明。街の「頭（"head"）」の巨大ロボットが部屋の中央に鎮座、無能力化していた。ジョセフはBlack Cap Brotherhoodを倒し、彼らはその場でベルタを誘拐するまで3人で幸せに暮らしていたことを思い出す。Brotherhoodの計画を阻止、ベルタを助け出した。2人は友人たちに別れを告げ、夕日に向って旅立つ。

## 開発
マシナリウムは7人のチェコ人の開発者によって3年をかけて開発された。資金は自らの貯金を使ったという。マーケティング予算はたった1000ドルだった。
Xbox 360用ゲームとして半年間開発した。Xbox Live Arcadeで配信される予定だったがMicrosoftは最終的に配信しないことにした。開発者たちはゲームを発表するために第三者へアプローチすることに消極的だった。Xbox Live Arcadeの売上から開発者への利益が大きく減る事を意味している。アマニタ・デザインはソニーへアプローチ、PlayStationネットワークで配信するためゲームを提出した。
続編に関しては、「可能性はある」が、「そこまで先のことはあまり考えない」とJakub Dvorskýが述べている。

## 評価
ゲームレビューサイトのGame RankingsとMetacriticでは84.78%と85%という平均スコアを得た。
PS4版はファミ通クロスレビューでは8、8、8、8の32点でゴールド殿堂入り。レビュアーは体が伸び縮みするなどのロボットの愛嬌のあるアクション、謎解き、アイテムのひねった使い道、ヒントの見せ方、グラフィック、アニメーション、BGMを賞賛した。また、「BestPickofThisWeek! 今週はコレを買え!」では同じ号でレビューした10作品のうち、レビュアー6人中4人が本作を選んだ。
第12回目のIndependent Games FestivalにてExcellence in Visual Art賞を受賞し、PC Gamerの2009年度のベスト・サウンドトラック賞も受賞した。Academy of Interactive Arts & SciencesよりOutstanding Achievement in Art Direction賞にノミネートされ、Paris Game Festivalではベスト・インディーズ・ゲームのカテゴリーでMilthon賞にもノミネートされた。
ゲーミングサイトのKotakuにはTorchlightとともに「PC Game of the Year 2009」賞にもノミネートされ、2位に。受賞したのはEmpire: Total Warだった。Gamasutra、Gamerview、そしてトルコのTom's HardwareもMachinariumを「Best Indie Game of 2009」とした。AceGamezもMachinariumを「Best Traditional Adventure Game of 2009」とした。
2011年、Adventure Gamersアドベンチャーゲームトップ100で本作を17位に選んだ。

### 海賊恩赦
2010年8月5日、Adventure Gamers調べによれば本作を購入したプレイヤーは全体の5-15％だったと発表した。売上増のため価格が20ドルから5ドルに値下げされ、8月12日までだったキャンペーンは8月16日まで延長、この「恩赦」期間中に2万本売り上げた。

## サウンドトラック
Tomáš Dvořák が作詞、作曲、ミックス、プロデュースした。2009年10月21日にデジタル・フォーマット（mp3とFLAC）でリリースされた。アルバムには14曲が含まれている。
Machinariumが2009年度のPC Gamerベスト・サウンドトラック賞を受賞した。

## エディション

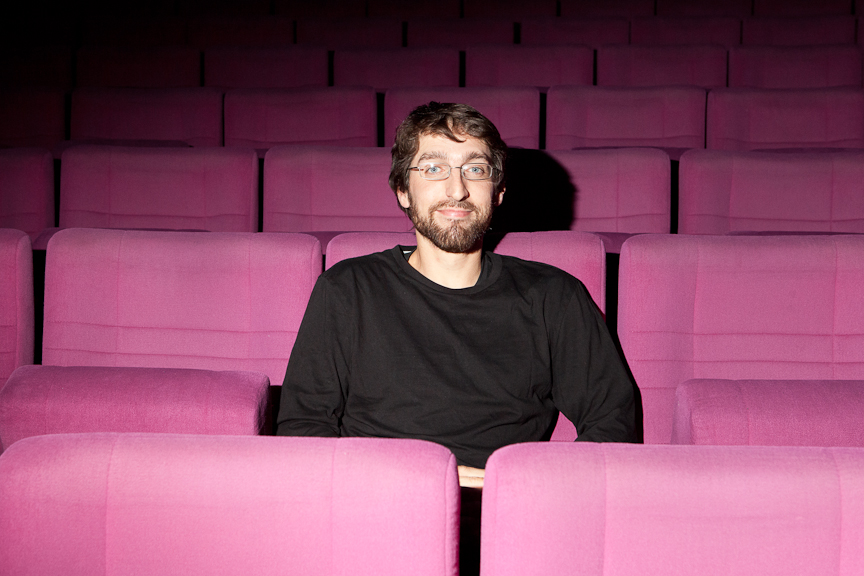
ヤクブ・ドヴォルスキー（デザイナー）

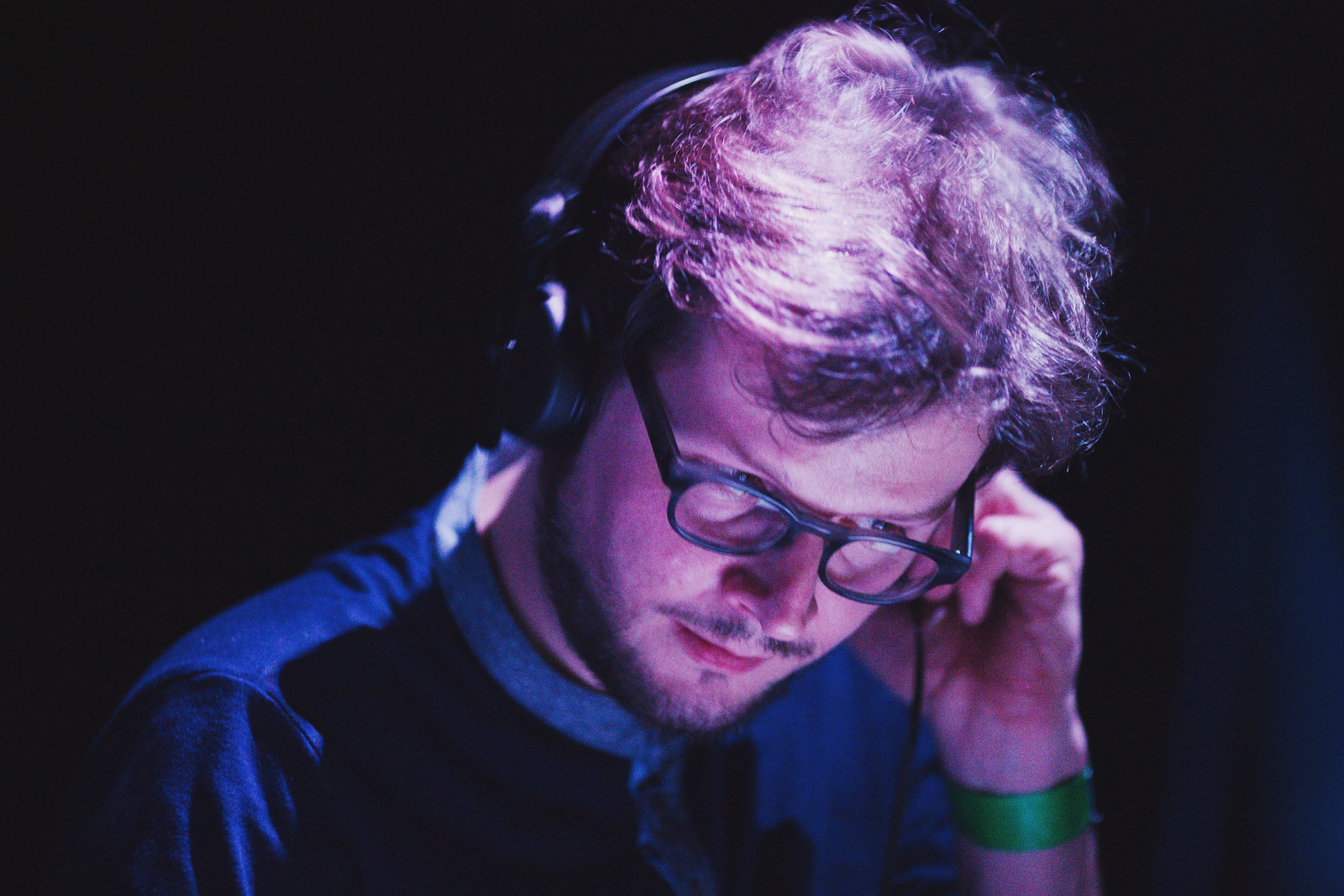
Tomáš Dvořák（コンポ―サー、サウンドトラック）

マシナリウムはいくつかのパッケージ、デジタルフォーマットで発売された
- パッケージ
  - Machinarium Collector's Edition (イギリス版) – DVD、デジタル形式のサウンドトラック、サウンドトラックCD、プリントウォークスルー、A3ポスター付属、コンセプトアートを収録。OS:Windows、Mac（Linuxなし）[42]。2010年3月5日発売。
  - Mашинариум (Machinarium) (ロシア版) – DVD、サウンドトラックCD付属。OS:Windows、Mac（Linuxなし）[43]
  - Machinarium (ドイツ版) – ゲームディスク、サウンドトラックCD、Samorost 2、ポスター付属。OS:Windows、Mac（Linuxなし）[44]
  - Machinarium （フランス版) – ゲームディスク、サウンドトラックCD、Samorost 2、ポスター付属。OS:Windows、Mac（Linuxなし）[45]
  - Machinarium (イタリア版) – ゲームディスク。OS:Windows（Mac、Linuxなし）[46]
  - Machinarium (チェコ版) – ゲームディスク、MP3サウンドトラック付属。OS:Windows、Mac（Linuxなし）[47]
  - Machinarium (スロバキア版) – ゲームディスク、MP3サウンドトラック付属。OS:Windows（Linuxなし）[47]
  - Machinarium (ポーランド版) – ゲームDVD、サウンドトラック、FLAC/MP3デジタル形式のEPアルバムポースター付属DVD。OS:Windows、Mac（特製の金属箱に梱包）[48]
- デジタル
  - Amanita Design Store – Win、Mac、Linux版。FLAC/MP3形式のサウンドトラック収録。2009年10月16日発売[49]。
  - Steam – Win版、Mac版。2009年10月16日発売[50]。
  - GOG.com – Win、Mac、Linux版。「Machinarium：Collector's Edition」にはゲームの他、サウンドトラック、アートワーク、資料が特典[51]。
  - Desura – Win、Mac、Linux版。サウンドトラック収録。2010年12月19日発売[52][53]。
  - Impulse – Win版[54]
  - Direct2Drive – Win版[55]
  - GamersGate – Win、Mac版[56]
  - Mac App Store – Mac版。2011年3月18日発売[57]。
  - Playism (日本) – Win、Mac版。2011年5月11日発売[58]
- 家庭用ゲーム機
  - PlayStation 3、PlayStation Vita、PlayStation 4、Nintendo Switchで発売。
- 発売中止
  - Xbox 360（XBLA） - 発売に向けて半年制作。だがXbox Live Arcadeでは発売しないことをMicrosoftが決定[5]。
  - Wii（Wiiウェア） - 発売予定はあったが、2011年11月時点でWiiウェアの40MB制限を理由に中止[59]。
- タブレット
  - iPad 2 - 2011年9月8日配信
  - BlackBerry PlayBook - 2011年11月21日配信
  - Android - 2012年5月10日配信
  - iPad 1 - 2013年10月16日にv2.0を配信
- 動作可能な他のプラットフォーム
  - HP TouchPad - Flash PC版が動作可能[60]。

## その他のメディア
ジョセフはプラットフォーム・ゲームのSuper Meat Boyではプレイヤーキャラクターとして登場。ilomiloではカメオ出演、アマニタ・デザイン第2作のBotaniculaにもカメオ出演した。
ジョセフはFabian Gonzalezが制作したVideo Game Character alphabetにも登場。
ジョセフはRunner2とキャラクターDLCとしてコラボレーションした。
本作とそのサウンドトラックはEstablishment Magazine Issue 1で発表されたAndrew Galanの詩『The Machingeon』に影響を与えた。